# Городнявский сельский совет
Городнявский сельский совет — сельский совет, территория которой относится к составу Шепетовского района Хмельницкой области, Украины. Центром сельсовета является село Городнявка. Образован в 1937 году.

## Административное деление
В состав Городнявского сельсовета входят:
- село Городнявка.
- село Бронники.
- село Дубиевка.
- село Замороченье.
- село Червоный Цвет.